# Hydroptila cintrana
Hydroptila cintrana är en nattsländeart som beskrevs av Morton 1904. Hydroptila cintrana ingår i släktet Hydroptila och familjen smånattsländor. Inga underarter finns listade i Catalogue of Life.